# Bahnhof Toblach
Der Bahnhof Toblach (italienisch Stazione di Dobbiaco) befindet sich an der Pustertalbahn im Osten Südtirols.

## Lage
Der Bahnhof liegt auf 1210 m Höhe auf dem Toblacher Feld, der Wasserscheide zwischen Rienz und Drau im Pustertal. Er ist nicht beim historischen Dorfzentrum von Toblach angesiedelt, sondern weiter südlich jenseits der Kreuzung von SS 49 und SS 51 im Ortsteil Neu-Toblach am Eingang des Höhlensteintals. In der unmittelbaren Umgebung des Bahnhofs befinden sich der Flugplatz Toblach und das ehemalige Grand Hotel Toblach, heute ein Kulturzentrum.

## Geschichte
Der Bahnhof wurde 1871 zusammen mit der von der Südbahn-Gesellschaft vorangetriebenen Pustertalbahn in Betrieb genommen. Ab 1921 diente er zudem als Trennungsbahnhof zwischen der in Ost-West-Richtung verlaufenden Pustertalbahn und der Dolomitenbahn, die von Toblach aus südwärts ins Höhlensteintal abzweigte. 1962, als der Nordast der Dolomitenbahn eingestellt wurde, verlor der Bahnhof Toblach allerdings wieder diese Funktion.
Im Rahmen einer Gesamtsanierung der Pustertalbahn kam es 2009 auch in Toblach zu Umgestaltungen: Zu den verwirklichten Baumaßnahmen gehörten adaptierte Bahnsteige, eine Unterführung und ein neuer Zugang.

## Baulichkeiten
Das von Wilhelm von Flattich entworfene Aufnahmsgebäude zeichnet sich durch eine individuelle Charakteristik aus, die in ihrer großbürgerlichen Anmutung von den übrigen Bauwerken entlang der Pustertalbahn abweicht und im Zusammenhang mit dem nahen Grand Hotel gesehen werden muss. Das Aufnahmsgebäude weist eine in bossierten Granitsteinen und Nagelfluh ausgeführte Steinverkleidung auf. Der Mittelbau wird von zwei Seitenflügeln eingerahmt, die gleisseitig durch hölzerne Veranden ergänzt sind. Einige Details in den Giebelfassaden wurden der Architektur vornehmer Palazzi entlehnt. Als einzige moderne Ergänzung des Baubestands steht gegenüber dem Westflügel ein zweigeschoßiger Neubau, der im späten 20. Jahrhundert errichtet wurde.
Seit 2004 stehen die historischen Bauten, zu denen auch eine Lokremise östlich vom Aufnahmsgebäude gehört, unter Denkmalschutz.

## Funktion
Der Bahnhof Toblach wird von Regionalzügen der Trenitalia und der SAD bedient.